# Liste du patrimoine culturel immatériel de l'humanité en Ouganda
Cet article recense les pratiques inscrites au patrimoine culturel immatériel en Ouganda.

## Statistiques
L'Ouganda ratifie la convention pour la sauvegarde du patrimoine culturel immatériel le 13 mai 2009. La première pratique protégée est inscrite en 2008.
En 2016, l'Ouganda compte 6 éléments inscrits au patrimoine culturel immatériel, une sur la liste représentative et 5 sur la nécessitant une sauvegarde urgente.

## Listes

### Liste représentative
L'élément suivant est inscrit sur la liste représentative du patrimoine culturel immatériel de l'humanité.
| Élément                                       | Type                                         | Subdivision | Année | Lien  | Notes | Illus. |
| --------------------------------------------- | -------------------------------------------- | ----------- | ----- | ----- | ----- | ------ |
| La fabrication des tissus d’écorce en Ouganda | savoir-faire liés à l’artisanat traditionnel | Buganda     | 2008  | 00139 |       |        |

### Patrimoine immatériel nécessitant une sauvegarde urgente
L'Ouganda compte 5 éléments inscrits sur la liste du patrimoine immatériel nécessitant une sauvegarde urgente.
| Élément                                                                                                  | Type                                                                               | Subdivision | Année | Lien  | Notes | Illus. |
| --- | ---------------------------------------------------------------------------------- | ----------- | ----- | ----- | ----- | ------ |
| Le bigwala, musique de trompes en calebasse et danse du royaume du Busoga en Ouganda                     | arts du spectacle pratiques sociales, rituels et événements festifs                | Busoga      | 2012  | 00749 |       |        |
| La tradition de l’empaako des Batooro, Banyoro, Batuku, Batagwenda et Banyabindi de l’ouest de l’Ouganda | traditions et expressions orales pratiques sociales, rituels et événements festifs |             | 2013  | 00904 |       |        |
| La cérémonie de purification des garçons chez les Lango du centre-nord de l’Ouganda                      | pratiques sociales, rituels et événements festifs                                  | Nord        | 2014  | 00982 |       |        |
| La tradition orale Koogere des Basongora, Banyabidi et Batooro                                           | traditions et expressions orales                                                   | Nord        | 2014  | 00911 |       |        |
| La danse et musique de lyre arquée ma’di                                                                 | pratiques sociales, rituels et événements festifs                                  | Kebbi       | 2016  | 01187 |       |        |

### Registre des meilleures pratiques de sauvegarde
L'Ouganda ne compte aucune pratique listée au registre des meilleures pratiques de sauvegarde.